# Mustafar
A Mustafar kitalált bolygó a George Lucas által megalkotott Csillagok háborúja filmsorozatban. Mindössze egy fő epizódban, a Sith-ek bosszújában jelenik meg. Ezen kívül azonban szerepel pl. a Star Wars: A klónok háborúja és a Star Wars: Lázadók sorozatban is.
A Peremvidéki bolygót lávafolyamok salakja, vulkanikus kalderák ezrei borítják, legtöbbjük állandóan a kitörés állapotában van. A kis méretű Mustafar kénfelhős egét tűz és hamu telíti. A vulkanikus tevékenység a fiatal és változékony bolygó pályáját befolyásoló két gázóriás, a Jestefad és a Lefrani hatására kialakult erős gravitációs vonzás miatt van.
A bolygó egyetlen jelentős városa Fralideja, mivel egy hatalmas vulkánkitörés elpusztította a többi települést.
A kedvezőtlen körülmények ellenére a Mustafaron élet is kialakult. A bolygó őslakosai, az érzékeny mustafariak a hűvös völgyekben tudtak életben maradni. Két alfajuk van; a magas és vékony északiak és az alacsonyabb és zömökebb déli mustafariak. A Techno Unió érdekelt volt a bolygón az ásványokban gazdag olvadt lávafolyamok miatt. A mustafariak a kitermelésnél nagy hasznát vették a lávabolháknak és a Techno Uniótól kapott további védőöltözékeknek. A lakosoknak kevés beleszólásuk volt a galaxis politikájába, és megelégedtek az állandó kemény munkával szülőbolygójukon.
Ez a bolygó volt a helyszíne Darth Vader (a korábbi Anakin Skywalker) és Obi-Wan Kenobi összecsapásának, melynek eredményeként Darth Vader olyan mértékű sérüléseket szerzett, hogy azután létfenntartó ruhát kellett viselnie (a 4-6. részekből ismert fekete öltözetet). Nem sokkal korábban a már Vaderré vált Anakin itt mészárolta le Sidious parancsára a szeparatista tanács összes tagját, köztük Nute Gunrayt, Poggle a kicsi főherceget, Wat Tambort, San Hillt vagy épp Rune Haakot.